# Ржевский, Аким Яковлевич
Аким Яковлевич Ржевский (?—1696) — голова и воевода во времена правления Фёдора Ивановича, правительницы Софьи Алексеевны, Ивана V и Петра I Алексеевичей.
Из дворянского рода Ржевские. Единственный сын Якова Никитича Ржевского.

## Биография
В 1676 году в Боярской книге записан жильцом. В 1678 и 1680 годах голова пятой сотни жильцов на встрече польских послов за Земляным городом. В 1687-1692 годах показан в стольниках. В марте 1687 года ротмистр одиннадцатой роты стольников в Крымском походе. В сентябре 1696 года определён Государём воеводою войск в двух завоёванных у турок под Азовом, на берегах реки Дон — каланчах (сторожевые башни), левобережная "Шахи" и правобережная "Султанийе", возведённые в 1660 году для защиты от донских казаков. Укреплённые Азовские сторожевые каланчи назвали Новосергиев город (Новопостроенный Сергиев город), в честь святого Сергия Радонежского.
Умер 24 февраля 1696 года находясь на воеводстве в Сергиевом-городе.
По родословной росписи показан бездетным.